# كريستيان ايسبوسيتو
كريستيان ايسبوسيتو (بالإنجليزية: Christian Esposito)‏ (23 يوليو 1990 في أستراليا - ) هو لاعب كرة قدم أسترالي في مركز الهجوم. لعب مع نادي برو فيرتشيلي ونادي كاتانزارو ونادي نوفارا ونورث إيسترن ميترو ستارز ونادي سافونا ‏ وÉcole de Football Saint-Christophe ‏ وUC AlbinoLeffe ‏.

## وصلات خارجية
- كريستيان ايسبوسيتو على موقع قاعدة بيانات كرة القدم.إي يو (الإنجليزية)